# Comuna Buhoci, Bacău
Buhoci (în maghiară Buhócs) este o comună în județul Bacău, Moldova, România, formată din satele Bijghir, Buhocel, Buhoci (reședința), Coteni și Dospinești.

## Așezare
Comuna se află în estul județului, pe malul stâng al Siretului. Este traversată de șoseaua națională DN2F, care leagă Bacăul de Vaslui. Din acest drum, lângă satul Dospinești se ramifică șoseaua județeană DJ252, care duce spre sud la Ungureni, Parincea, Pâncești, Găiceana, Huruiești și mai departe în județul Vrancea la Homocea (unde se intersectază cu DN11A), Ploscuțeni și în județul Galați la Buciumeni, Nicorești și Cosmești (unde se termină în DN24). Din DJ252 se ramifică la Buhoci șoseaua județeană DJ252B, care duce spre sud la Tamași, Gioseni, Horgești și Pâncești.

## Demografie
Componența etnică a comunei Buhoci
     Români (88,69%)
     Alte etnii (0%)
     Necunoscută (11,31%)
Componența confesională a comunei Buhoci
     Ortodocși (46,79%)
     Romano-catolici (41,2%)
     Alte religii (0,5%)
     Necunoscută (11,52%)
Conform recensământului efectuat în 2021, populația comunei Buhoci se ridică la 4.437 de locuitori, în creștere față de recensământul anterior din 2011, când fuseseră înregistrați 4.119 locuitori. Majoritatea locuitorilor sunt români (88,69%), iar pentru 11,31% nu se cunoaște apartenența etnică. Din punct de vedere confesional, cei mai mulți locuitori sunt ortodocși (46,79%), cu o minoritate de romano-catolici (41,2%), iar pentru 11,52% nu se cunoaște apartenența confesională.

## Politică și administrație
Comuna Buhoci este administrată de un primar și un consiliu local compus din 15 consilieri. Primarul, Adrian Nistor[*], de la Partidul Social Democrat, este în funcție din 1 noiembrie 2024. Începând cu alegerile locale din 2024, consiliul local are următoarea componență pe partide politice:
|  | Partid                          | Consilieri | Componența Consiliului | Componența Consiliului | Componența Consiliului | Componența Consiliului |
|  | ------------------------------- | ---------- | ---------------------- | ---------------------- | ---------------------- | ---------------------- |
|  | Partidul Social Democrat        | 4          |                        |                        |                        |                        |
|  | Alianța Dreapta Unită           | 3          |                        |                        |                        |                        |
|  | Alianța pentru Unirea Românilor | 3          |                        |                        |                        |                        |
|  | Partidul Național Liberal       | 3          |                        |                        |                        |                        |
|  | Partidul Ecologist Român        | 1          |                        |                        |                        |                        |
|  | Partidul S.O.S. România         | 1          |                        |                        |                        |                        |

## Istorie
La sfârșitul secolului al XIX-lea, comuna făcea parte din plasa Siretul de Sus a județului Bacău și era formată din satele Buhociu Mare, Buhociu Mic, Satu Nou și Costești, având în total 2089 de locuitori ce trăiau în 542 de case. În comună existau două școli mixte, una la Buhociu Mare și una la Satu Nou, având în total 40 de elevi (dintre care 6 fete), o biserică ortodoxă și două catolice. Anuarul Socec din 1925 consemnează comuna în plasa Siretu a aceluiași județ, având 2800 de locuitori în satele Bejghiru, Buhocel, Buhociu, Coteni (preluat de la comuna Tamași), Dospinești (preluat de la comuna Săucești) și Furnicari. Din 1931, comuna avea în compunere satele Bejghir, Buhocel, Buhociu, Coteni și Dospinești, satul Furnicari trecând la comuna Gioseni.
În 1950, comuna Buhoci a fost transferată raionului Bacău din regiunea Bacău. În 1968, ea a revenit la județul Bacău, reînființat.

## Personalități locale
- Ioan Borcea (1879 - 1936), zoolog, membru al Academiei Române.